# シモーネ・ヤング
シモーネ・マーガレット・ヤング（Simone Margaret Young AM, 1961年3月2日 - ）は、オーストラリア、シドニー出身の指揮者。

## 来歴
母方の家系はクロアチアの出身である。
ニューサウス・ウェールズ州音楽院（現・シドニー大学附属シドニー音楽院）で作曲、指揮、ピアノを専攻する。1985年にオーストラリア・オペラコレペティートル、指揮者助手に起用されチャールズ・マッケラス、リチャード・ボニング、カルロ・フェリーチェ・チラーリオ、スチュアート・チャレンダーらに師事する。1985年にシドニー・オペラハウスで指揮者デビューする。1986年に「オーストラリア最優秀新人賞」を受賞し、オーストラリア芸術評議会奨学生としてドイツへ留学する。
ドイツではケルン歌劇場でジェームズ・コンロンに師事、ベルリン国立歌劇場でダニエル・バレンボイムに師事する。1993年、ウィーン国立歌劇場に女性指揮者としてデビューを飾る。以後、ウィーン国立歌劇場には頻繁に出演している。1996年にハンブルク州立歌劇場にデビューする。2000年のドゥブロヴニク音楽祭でザグレブ・フィルハーモニー管弦楽団を指揮する。ドイツを中心に指揮活動を行い、ベルリン・フィルハーモニー管弦楽団、ベルリン・コーミッシェ・オーパー、ミュンヘン・フィルハーモニー管弦楽団、シュターツカペレ・ドレスデン、バイエルン国立歌劇場、ニューヨーク・フィルハーモニック、メトロポリタン歌劇場、ロイヤル・オペラ・ハウス、ロンドン・フィルハーモニー管弦楽団、オペラ・バスティーユとの共演多数である。
1998年から2002年までベルゲン・フィルハーモニー管弦楽団首席指揮者、2001年から2003年までオーストラリア・オペラ首席指揮者を務める。2000年に開催されたシドニーオリンピックでは、開会式でシドニー交響楽団を指揮し、オーストラリア国歌「アドヴァンス・オーストラリア・フェア」を演奏した。2005年5月からハンブルク州立歌劇場総支配人、ハンブルク・フィルハーモニカー首席指揮者を兼任する。このハンブルク州立歌劇場総支配人は、過去にカール・ベーム、クリストフ・フォン・ドホナーニらがなっており、女性指揮者の就任は初のケースとなった。同年ウィーン・フィルハーモニー管弦楽団を女性指揮者として初めて指揮した。2006年、ハンブルク音楽演劇大学教授に就任した。
ワーグナー・オペラを得意としている。正指揮者になってからもコレペティートルとしてピアノ伴奏を担当することがある。
日本での演奏は1997年にNHK交響楽団と共演して以降、頻繁に来日公演を行っている。
私生活では語学教師の男性と結婚し、娘が2人いる。
2004年にオーストラリア勲章を受章した。
| 先代 ドミトリー・キタエンコ | ベルゲン・フィルハーモニー管弦楽団首席指揮者 1999年 – 2002年                                          | 次代 アンドリュー・リットン |
| 先代 リチャード・ボニング   | オーストラリア・オペラ音楽監督 2001年 – 2003年                                                        | 次代 リチャード・ヒコックス |
| 先代 インゴ・メッツマッハー | ハンブルク州立歌劇場総支配人・音楽総監督 ハンブルク・フィルハーモニー管弦楽団音楽監督 2005年 – 2015年 | 次代 ケント・ナガノ         |